# Nick Park
Nicholas Wulstan Park (Preston, Lancashire, 6 de diciembre de 1958) es un director y animador de stop-motion inglés, creador de Wallace y Gromit, ganador de cuatro Óscar y cinco BAFTA, también fue nominado a dos Óscar, un Globo de Oro, dos BAFTA y un Emmy .

## Biografía
Nació en Preston en Lancashire, Inglaterra. Creció con gustos en el dibujo de caricaturas. Estudió en el National Film and Television School del Reino Unido, donde comenzó a hacer la primera película de Wallace y Gromit, A Grand Day Out.
En 1985 se unió a Aardman Animations en Bristol, donde trabajó como animador de productos comerciales (incluyendo el vídeo de Peter Gabriel "Sledgehammer") y completó su proyecto A Grand Day Out. Durante la posproducción de su primera película, Nick Park trabajó en otro proyecto llamado Creature Comforts, ganador del Óscar como mejor cortometraje animado.
A Grand Day Out fue seguido de otros dos cortos de Wallace y Gromit, The Wrong Trousers (1993) y A Close Shave (1995), ambos ganadores del Óscar. En el año 2000 hizo su primer largometraje, Chicken Run. Wallace & Gromit: The Curse of the Were-Rabbit fue su segundo trabajo en largometrajes, fue estrenada en el 2005 y estaba protagonizada por Wallace y Gromit.
En diciembre de 2008 fue estrenado en la televisión australiana A Matter of Loaf and Death, el cuarto cortometraje de Wallace y Gromit. El trabajo recibió una nominación a los premios Óscar en la categoría mejor cortometraje animado, pero no ganó.

## Filmografía
| 1989 | Creature Comforts (Corto)                      | Sí | Sí | Sí | Sí | No |
| 1989 | A Grand Day Out                                | Sí | Sí | Sí | Sí |    |
| 1993 | The Wrong Trousers                             | Sí | Sí | Sí | Sí |    |
| 1995 | A Close Shave                                  | Sí | Sí | Sí | Sí |    |
| 2000 | Chicken Run                                    | Sí | Sí | Sí |    |    |
| 2005 | Wallace & Gromit: The Curse of the Were-Rabbit | Sí | Sí | Sí |    |    |
| 2008 | A Matter of Loaf and Death                     | Sí | Sí | Sí |    |    |
| 2015 | Shaun the Sheep                                | No | No | Sí | No | Sí |
| 2018 | Early Man                                      | Sí | No | No | No | No |
| 2024 | Wallace & Gromit: Vengeance Most Fowl          | Sí | No | No | No | No |

### Series de televisión
- Creature Comforts (2003-2007)
- Shaun the Sheep (2007-presente)
- Timmy Time (2009-2012)
- Wallace and Gromit's World of Invention (2010)
- The Simpsons (2011)
- The BBC Proms (2012)

## Premios y reconocimientos
Premios Óscar
| Año  | Categoría                   | Película                                       | Resultado |
| ---- | --------------------------- | ---------------------------------------------- | --------- |
| 1991 | Mejor cortometraje animado  | Creature Comforts                              | Ganador   |
| 1991 | Mejor cortometraje animado  | A Grand Day Out                                | Nominado  |
| 1994 | Mejor cortometraje animado  | The Wrong Trousers                             | Ganador   |
| 1996 | Mejor cortometraje animado  | A Close Shave                                  | Ganador   |
| 2006 | Mejor película de animación | Wallace & Gromit: The Curse of the Were-Rabbit | Ganador   |
| 2010 | Mejor cortometraje animado  | A Matter of Loaf and Death                     | Nominado  |

Premios Globo de Oro
| Año  | Categoría                                              | Película    | Resultado |
| ---- | ------------------------------------------------------ | ----------- | --------- |
| 2000 | Mejor película - Comedia o musical - Comedia o musical | Chicken Run | Nominado  |

Premios BAFTA
| Año  | Categoría                  | Película                                       | Resultado |
| ---- | -------------------------- | ---------------------------------------------- | --------- |
| 1989 | Mejor cortometraje animado | Creature Comforts                              | Nominado  |
| 1989 | Mejor cortometraje animado | A Grand Day Out                                | Ganador   |
| 1993 | Mejor cortometraje animado | The Wrong Trousers                             | Ganador   |
| 1995 | Mejor cortometraje animado | A Close Shave                                  | Ganador   |
| 2000 | Mejor película británica   | Chicken Run                                    | Nominado  |
| 2005 | Mejor película británica   | Wallace & Gromit: The Curse of the Were-Rabbit | Ganador   |
| 2008 | Mejor cortometraje animado | A Matter of Loaf and Death                     | Ganador   |

Premios Emmy
| Año  | Categoría              | Película          | Resultado |
| ---- | ---------------------- | ----------------- | --------- |
| 2008 | Mejor programa animado | Creature Comforts | Nominado  |